# Mary McCarthy

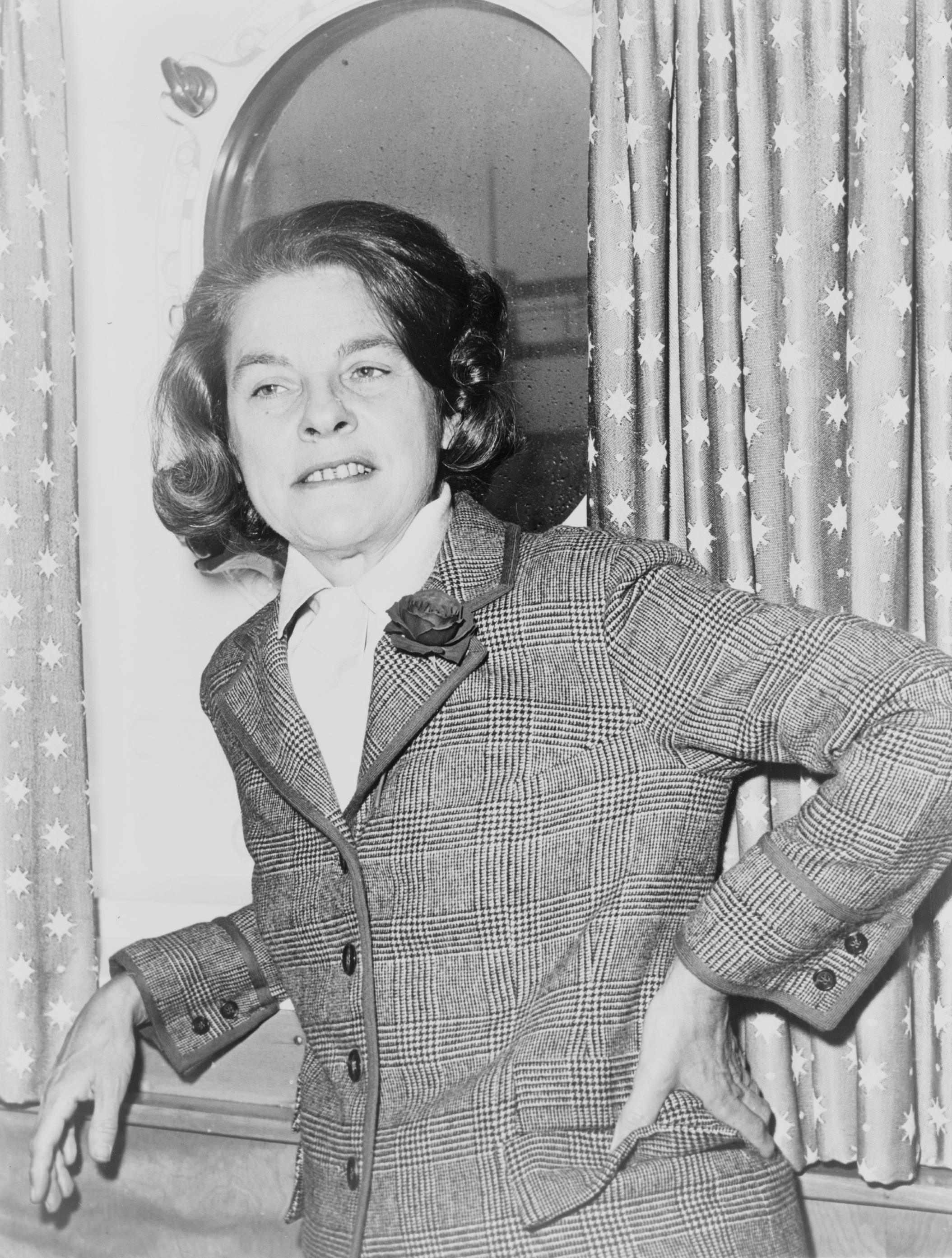
Mary Mc Carthy nel 1963

Mary McCarthy (Seattle, 21 giugno 1912 – New York, 25 ottobre 1989) è stata una scrittrice statunitense.

## Biografia
Studiò al Vassar College di Poughkeepsie, nello stato di New York e, dopo la laurea, iniziò subito a collaborare con le riviste The Nation e New Republic, per poi redigere articoli di critica teatrale sulla rivista Partisan Review. 
La sua prima antologia di racconti, The Company She Keeps, fu acclamata dalla critica come un successo. Degna di nota è anche l'autobiografia Ricordi di un'educazione cattolica (1957), analisi critica della società americana del suo tempo, soprattutto del periodo della guerra fredda. 
Ebbe un certo successo anche Il gruppo (The Group), disincantata e spregiudicata storia di un gruppo di amiche, da quando erano studentesse a quando diventarono donne. Nel 1984 le fu assegnata la Medaglia Edward MacDowell, riconoscimento in ambito letterario.

## Opere
- Gli uomini della sua vita (The Company She Keeps, 1942), trad. Augusta Darè, Milano: Feltrinelli, 1962; con prefazione di Guia Soncini, Roma: minimum fax, 2012
- The Company Is Not Responsible (racconto, 1944)
- The Unspoiled Reaction (racconto, 1946)
- L'oasi (The Oasis, 1949), trad. Pierpaolo Mura, a cura di Maria Rosaria De Bueriis, Firenze: Liberal libri, 2002
- Cast a Cold Eye (raccolta, 1950) [contiene: The Weeds; The Friend of the Family; The Cicerone; The Old Men; Yonder Passant, Who Is He?; The Blackguard; C.Y.E.]
- The Groves of Academe: A Novel (1952)
- The Appalachian Revolution (racconto, 1954)
- Vita stregata (A Charmed Life, 1955), trad. Carlo Rossi Fantonetti, Milano: Garzanti, 1958
- Le acque di Venezia (Venice Observed, 1956), trad. Mario Rivoire, in Le pietre di Firenze e Le acque di Venezia, Firenze: Vallecchi, 1974; come Venezia salvata, trad. Giovanna Baglieri, Milano: Archinto, 1999
- Le pietre di Firenze (The Stones of Florence, 1956), trad. Livia Livi, in Le pietre di Firenze e Le acque di Venezia, Firenze: Vallecchi, 1974; trad. Giovanna Baglieri, Milano: Archinto, 2001; come Firenze com'era, trad. Attilio Brilli, Argelato: Minerva, 2017
- Ricordi di un'educazione cattolica (Memories of a Catholic Girlhood, 1957), trad. Augusta Mattioli, Milano: Mondadori, 1963; Milano: Il Saggiatore, 1972; Milano: Mondadori, 1976; Milano: SE, 1988; con prefazione di Michela Murgia, Roma: minimum fax, 2013
- On the Contrary: Articles of Belief, 1946-1961 (1961)
- Il gruppo (The Group, 1962), trad. Magda de Cristofaro, Milano: Mondadori, 1964; trad. Elena Dal Pra, Torino: Einaudi, 2005; con prefazione di Luca Briasco, Roma: minimum fax, 2019
- The Hounds of Summer (racconto, 1963)
- Vietnam (1967), trad. Nicola Chiaromonte, Milano: Mondadori, 1968
- Hanoi (1968), trad. Enrico Cicogna, Milano: Mondadori, 1968
- La scritta sul muro e altri saggi letterari (The Writing on the Wall and Other Literary Essays, 1970), trad. Andrea D'Anna, Milano: Mondadori, 1973
- Uccelli d'America (Birds of America, 1971), trad. Mario Diacono, Milano: Mondadori, 1972
- Medina (1972), trad. Marina Bianchi, Milano: Mondadori, 1972
- The Mask of State: Watergate Portraits (1974)
- Cannibali e missionari (Cannibals and Missionaries, 1979), trad. Bruno Oddera, postfazione di Furio Colombo, Milano: Mondadori, 1982
- Il romanzo e le idee (Ideas and the Novel, 1980), trad. Sandra Gorresio, Palermo: Sellerio, 1985
- Un'infanzia Ottocento (A Nineteenth-Century Childhood, 1985), trad. Maria Stella, Palermo: Sellerio, 1990
- Vivere con le cose belle (Occasional Prose, 1986), trad. Maria Luisa Bassi, Bologna: Il Mulino, 1990
- Una giovinezza americana (How I Grew, 1987), trad. Nicola Rainò, Bologna: Il Mulino, 1991
- Conversations with Mary McCarthy (a cura di Carol Gelderman, 1991)
- Intellettuale a New York 1936-1938 (Intellectual Memoirs: New York, 1936-1938, 1992), trad. Nicola Rainò, Bologna: Il Mulino, 1994
- Tra amiche. La corrispondenza di Hannah Arendt e Mary McCarty, 1949-1975 (Between Friends: The Correspondence of Hannah Arendt and Mary McCarthy 1949-1975, a cura di Carol Brightman, 1996), trad. Amineh Pakravan Papi, Palermo: Sellerio, 1999
- A Bolt from the Blue and Other Essays (a cura di A.O. Scott, 2002)
- Collected Memoirs (2013) [Memories of a Catholic Girlhood; How I Grew; Intellectual Memoirs]
- The Complete Fiction (a cura di Thomas Mallon, 2017) [2 voll. Novels & Stories, 1942-1963; Novels, 1963-1979]